# Herbert Ferenc
Herbert Ferenc (Mosonmagyaróvár, 1956. február 21. –) magyar építőmérnök, politikus, országgyűlési képviselő.

## Életpályája

### Iskolái
Az általános iskolát Lentiben, a középiskolát Zalaegerszegen végezte el; 1974-ben érettségizett az Építőipari Szakközépiskolában. 1974–1977 között a Pollack Mihály Műszaki Főiskola hallgatója volt. 1986–1988 között elvégezte az Építésügyi és Városfejleztési Minisztérium menedzserképzőjét.

### Pályafutása
1977–1980 között a Zala Megyei Tanácsi Építőipari Vállalatnál Zalaegerszegen technikus és művezető volt. 1979–1980 között Lentiben sorkatonai szolgálatát töltötte. 1980–1982 között Lentiben építésvezetőként dolgozott. 1982–1987 között Zalaegerszegen főelőadó és vállalkozási osztályvezető volt. 1982–1990 között saját tervezőcéget működtetett Kerkaterv Gmk néven. 1983–1985 között a Szervezési, Vezetési Tudományos Társaság városi elnökségének tagja volt. 1987–1991 között a Zalaegerszegi Ingatlankezelő- és közvetítő Vállalat műszaki igazgató-helyetteseként tevékenykedett. 1991–1994 között a Zala Megyei Tanácsi Építőipari Vállalat műszaki és termelési igazgató-helyettese volt. 1994–1997 között az Egerszegi Tanép Építőipari Kft. ügyvezető igazgatója, 1997–1998 között műszaki-gazdasági tanácsadója, 1998-tól ügyvezetője volt. 1995-től az Ipari és Kereskedelmi Kamara Településfejlesztési Bizottságának és a Zala Megyei Önkormányzat nemzetközi kapcsolatok bizottságának tagja. 2002-től a Bautati Kft. ügyvezetője.

### Politikai pályafutása
1977–1989 között az MSZMP tagja volt. 1989 óta az MSZP tagja. 1992–1994 között az MSZP városi szervezetének alelnöke, 1998-tól elnöke volt. 1994–1998 között országgyűlési képviselő (Zalaegerszeg) volt. 1995–1998 között az Európai integrációs ügyek bizottságának tagja volt. 1998-ban és 2002-ben országgyűlési képviselőjelölt volt. 1998–2006 között önkormányzati képviselő volt. 1999–2003 között frakcióvezető volt. 2002–2006 között az európai integrációs és nemzetközi kapcsolatok bizottságának elnöke volt. 2004-ben európai parlamenti képviselőjelölt volt.

## Családja
Szülei: Herbert Ferenc (1928–1989) és Varga Irén (1932-?) voltak. Élettársa, Kiss Tímea. Két gyermeke van: Evelyn (1993) és Martin (1996).